# Castel Loriano
Das Castel Loriano ist eine Burg aus dem 12. oder 13. Jahrhundert in den südwestlichen Außenbezirken von Marcianise in der italienischen Region Kampanien. Sie liegt in der Via XXV Aprile.
Heute ist die Burg eine private Wohnimmobilie unter dem Schutz des Kulturministeriums. Innerhalb der Burg gibt es eine kleine Kirche, deren Bauzeitraum nicht bekannt ist. Wie viele andere Burgen dieser Zeit, ist das Castel Loriano mit Türmen und einer Umfassungsmauer bestückt. Die Gebäude sind heute in einem prekären Zustand, sowohl außen als auch innen. Im Laufe der Jahre haben die verschiedenen Eigentümer die Burg umbauen lassen, wobei deren originales Aussehen verändert wurde. Die Burg ist im Roman Il dormiveglia (dt.: Der Halbschlaf) von Giuseppe Bonaviri erwähnt. Eine populäre Legende erzählt, dass Anfang des 18. Jahrhunderts nach der Besetzung durch französische Truppen, die lange Zeit in der Burg lebten, auch Napoleon Bonaparte dort geweilt haben soll.

## Geschichte
Castel Loriano wurde um 1300, in der Zeit der Regierungszeit von Karl II., als militärische Festung errichtet. Ihr ursprüngliches Aussehen wurde von den Familien, die dort im Laufe der Jahrhunderte lebten, verändert. Teilweise ist das Aussehen erhalten, das die Burg gegen Ende des 14. Jahrhunderts hatte. Das ursprüngliche Eingangsportal und der Eckturm zur Verteidigung sind noch zu sehen.

## Heutiges Aussehen
Heute ist Castel Loriano in halb verfallenem Zustand. Die Umfassungsmauer zeigt große Flächen mit rissigem Putz und ausgedehnte Feuchtigkeitsflecken an großen Teilen. Baumelnde Elektrokabel an den Außenfassaden und freiliegende Rohre an den Wänden haben das Aussehen des gesamten Bauwerks unrettbar entstellt.